# Ledovec Gries
Ledovec Gries je údolní ledovec nalézající se jižně od horního údolí řeky Rhôna na východě kantonu Valais ve Švýcarsku. Ledovec dosahuje délky asi 5 km a zaujímá plochu asi 5 km².
Zdrojová oblast ledovce Gries leží na východním úbočí hory Blinnenhorn v nadmořské výšce asi 3300 m a je orientována na severovýchod. Ledovec teče k severovýchodu, na severu jej lemují Merezenbachschijen (3182 m n. m.), Ritzhörnern (3047 m n. m.) a Fülhorn (2864 m n. m.). Jižní hranici tvoří Rothorn (3289 m n. m.) a Bättelmatthorn (3044 m n. m.), přes který vede hranice mezi Itálií a Švýcarskem. Ledovec končí nad jezerem Griessee. Do roku 2001 dosahoval ledovec až do přehradního jezera Griessee, jehož hladina je v nadmořské výšce asi 2400 m n. m.. Odtokem ledovce Gries je řeka Griesbach, která se asi po jednom kilometru toku vlévá zprava do řeky Ägene. Samotná řeka Ägene se vlévá do řeky Rotten (Rhôna) v Goms u Ulrichenu.

## Historie
Během malé doby ledové od 16. do 19. století měl ledovec Gries mnohem větší objem než dnes. V této době dosahoval do průsmyku Griespass a krátkým jazykem zasahoval i na jih do italského údolí Valle del Gries.

## Vědecký výzkum
V minulosti se na ledovci Gries uskutečnilo mnoho vědeckých výzkumů, a to díky jeho dostupnosti a jedinečné schopnosti zobrazit širokou škálu glaciologických prvků na tak malém území. Jedny z prvních studií ledovce Gries provedl M. J. Hambrey v letech 1977 a 1980. Prvním z nich byl výzkum struktury ledových útesů na čele ledovce Gries. Ledovec byl popsán jako relativně tvarově jednoduchý, avšak v detailech složitý. Studie z roku 1980 se zabývala dynamikou a strukturou, při níž byla zkoumána rychlost, míra deformace ledu při pohybu a kumulativní napětí v různých bodech ledovce, aby se zjistilo, jak se ledovec při pohybu chová. Další vědecké výzkumy se týkaly klimatu/ledovce, při nichž bylo množství tání ledovce korelováno s místními klimatickými proměnnými, jako je sluneční záření, vlhkost, směr větru.
Od roku 2001 však ledovec Gries rychle ustupuje - tento ústup byl sledován prostřednictvím rozsáhlého geologického a glaciologického výzkumu. Ledovec je jedním z nejzajímavějších a nejprozkoumanějších ve švýcarských Alpách a během poslední doby ledové byl zdrojem velkého ledovce, který se kdysi napojoval do hlavního ledovce, který stékal údolím známým dnes jako údolí Goms. Ledovec má velmi dobře vyvinutý nadledovcový a podledovcový odvodňovací systém, který je velmi dobře patrný v letních měsících, a před nedávným rychlým ústupem ledovce končil v uměle vytvořené přehradě Griessee vysokými ledovými útesy. K povrchovým znakům patří ledovcové morény, protože ledovec uvolňuje úlomky, které byly erodovány a následně unášeny ledovcem. Profil ledovce má velmi konvexní zakončení, které přechází do velmi mírného konkávního středního profilu s velmi rozpraskaným ledovým polem v blízkosti horní akumulační zóny - oblasti, která je velmi nebezpečná a obtížně průchodná.